# El Barcenal
El Barcenal es una localidad del municipio de San Vicente de la Barquera (Cantabria, España). Queda a unos 7 kilómetros al sur de la capital municipal. El Barcenal, en el año 2022, contaba con una población de 23 habitantes (INE). El pueblo está situado a una altitud de 300 metros sobre el nivel del mar.